# Landol
Landol je naselje v Občini Postojna.